# Knefastia olivacea
Knefastia olivacea é uma espécie de gastrópode do gênero Knefastia, pertencente a família Pseudomelatomidae.